# Eira Vedra
Eira Vedra es una freguesia portuguesa del concelho de Vieira do Minho, con 5,34 km² de superficie y 706 habitantes (2001). Su densidad de población es de 132,2 hab/km².